# Bhutan na Mistrzostwach Świata w Lekkoatletyce 2011
Bhutan na Mistrzostwach Świata w Lekkoatletyce 2011 reprezentowany był przez jednego zawodnika.

## Występy reprezentantów Bhutanu

### Mężczyźni

#### Konkurencje biegowe
| Konkurencja | Zawodnik        | Runda 1  | Runda 1 | Runda 2  | Runda 2 | Półfinał | Półfinał | Finał        | Finał   |
| Konkurencja | Zawodnik        | Rezultat | Pozycja | Rezultat | Pozycja | Rezultat | Pozycja  | Rezultat     | Pozycja |
| ----------- | --------------- | -------- | ------- | -------- | ------- | -------- | -------- | ------------ | ------- |
| Maraton     | Sangay Wangchuk |          |         |          |         |          |          | 2:38.33 (NR) | 51      |